# Peter Cehlárik
Peter Cehlárik, född 2 augusti 1995 i Žilina, Slovakien, är en slovakisk ishockeyforward som spelar för EV Zug
Han har spelat för Slovakiens juniorlandslag i både JVM 2014, JVM 2015 och VM 2021